# Centrale nucleare di Chmel'nyc'kyj
La  Centrale Nucleare di Chmel'nyc'kyj (in ucraino: Хмельни́цька АЕС) è una centrale nucleare ucraina. La centrale è situata nell'Ucraina occidentale, nei pressi della città di Netišyn nell'oblast' di Chmel'nyc'kyj. Conta 4 reattori di tipo VVER-1000, due in funzione per 1.900 MW, gli altri due reattori sono classificati come in costruzione e hanno una potenza complessiva di 1.900 MW.